# 제드 (음악가)
제드(러시아어: Антон Заславский 안톤 자슬라프스키[*], 영어: Zedd, 1989년 9월 2일 ~ )는 러시아 태생의 독일의 음악 프로듀서이며, 본명은 현재 인터스코프 레코드와 OWSLA에 소속되어 있으며, 대표 곡으로 《Clarity》, 《Stay The Night》, 《Find You》 등이 있다. 세 차례에 걸쳐 대한민국에 공연을 오기도 했었다. 주로 하는 음악은 일렉트로 하우스 음악이며, 장르와 음악 스타일을 다양화 하면서 프로그래시브 하우스와 덥스텝, 클래식 음악 등 다양한 장르에서 영향력을 발휘하고 있다.

## 디스코그래피 (EP 및 앨범)

### Autonomy (2010)
- Autonomy (Original Mix)
- Autonomy (Lucky Date Mix)
- Autonomy (Cold Blank Mix)

### Shave It - The Aftershave (2011)
- Shave It
- Shave It (Kaskade Remix)
- Shave It (Tommy Trash Remix)
- Shave It (501 Remix)

### Stars Come Out (2011)
- Stars Come Out
- Stars Come Out (John Dahlback Remix)
- Stars Come Out (Lazy Rich Remix)
- Stars Come Out (Datsik Remix)
- Stars Come Out (Terravita Remix)
- Stars Come Out (Tim Mason Remix)
- Stars Come Out (Dillon Francis Remix)
- Stars Come Out (Firebeatz Remix)
- Stars Come Out (ALVARO Remix)

### Clarity (2012)
- Hourglass (Feat. LIZ)
- Shave It Up
- Spectrum (Feat. Matthew Koma)
- Lost At Sea (Feat. Ryan Tedder)
- Clarity (Feat. Foxes)
- Codec
- Stache
- Fall Into The Sky (Feat. Lucky Date & Ellie Goulding)
- Follow You Down (Feat. Bright Lights)
- Epos

이중 Codec은 영화 나우 유 씨 미: 마술사기단의 OST로도 사용되었다.

### Clarity (Deluxe Edition) (2013)
- Hourglass (Feat. LIZ)
- Shave It Up
- Spectrum (Feat. Matthew Koma)
- Lost At Sea (Feat. Ryan Tedder)
- Clarity (Feat. Foxes)
- Codec
- Stache
- Fall Into The Sky (Feat. Lucky Date & Ellie Goulding)
- Follow You Down (Feat. Bright Lights)
- Epos
- Stay The Night (Feat. Hayley Williams of Paramore)
- Push Play (Feat. Miriam Bryant)
- Alive (Zedd Remix)
- Break'n A Sweat (Zedd Remix)

### True Colors (2015)
- Addicted to a Memory (feat. Bahari)
- I Want You to Know (feat. Selena Gomez)
- Beautiful Now (feat. Jon Bellion)
- Transmission (feat. Logic, X Ambassadors)
- Done with Love
- True Colors
- Straight Into the Fire
- Papercut (feat. Troye Sivan)
- Bumble Bee (with. Botnek)
- Daisy
- Illusion (feat. Echosmith)

이중 I Want You to Know와 Addicted to a Memory는 프리 릴리즈되어 개별 앨범으로 먼저 발매되었다.

### Stay + (2017, 일본에만 발매됨)
- Stay (with 알레시아 카라)
- Get Low (with 리암 페인)
- Break Free (by 아리아나 그란데, ft. 제드)
- Beautiful Now (ft. 존 벨리언)
- Candyman (ft. 알로에 블라크)
- Adrenaline (with 그레이)
- Ignite
- Starving (by 헤일리 스타인펠드, 그레이, ft. 제드)
- Stay (나카타 야스타카 Remix)
- Get Low (KUURO Remix)
- Let Me Love You (Zedd Remix) (by DJ 스네이크 ft. 저스틴 비버)

- Zedd Mega Nonstop Mix

## 디스코그래피 (싱글)
- The Anthem
- Autonomy
- The Legend of Zelda
- Dovregubben
- Scorpion Move
- Shave It
- Stars Come Out (ft. 헤더 브라이트)
- Slam The Door
- Shotgun
- Human (ft. 니키 로메로)
- Spectrum (ft. 매튜 코마)
- Clarity (ft. 폭시스)
- Stay The Night (ft. 헤일리 윌리엄스)
- Push Play (ft. 미리엄 브라이언트)
- Find You (ft. 매튜 코마, 미리엄 브라이언트)
- I Want You To Know (ft. 셀레나 고메즈)
- Beautiful Now (ft. 존 벨리언)
- Papercut (ft. 트로이 시반)
- Candyman (ft. 알로에 블라크)
- True Colors (ft. 케샤)
- Adrenaline (ft. 그레이)
- Ignite
- Stay (with 알레시아 카라)
- Get Low (with 리암 페인)
- The Middle (with 마렌 모리스, 그레이)
- Happy Now (with 엘리 두헤)
- Lost In Japan (Zedd Remix) (by 숀 멘데스)
- 365 (with 케이티 페리)
- Good Thing (with 켈라니)
- Funny (with 자스민 톰슨)
- Inside Out (with 그리프)

## 어린 시절
러시아 Saratov지역에서 태어나 4살 때 부모님과 함께 독일 Kaiserslautern 지역으로 이민하여 그곳에서 자랐다. 제드의 아버지 이고르 자슬라프스키는 기타리스트로 학교 선생님이었으며, 어머니는 피아노 강사였다. 부모님의 영향을 받아 클래식을 배웠으며 만 4세에 피아노를 배우고, 만 12세에는 드럼을 연주하였다. 그는 형인 Arkadi와 동생 Daniel이 있다. 2002년에는 데스코어밴드 디오라마에서 활동하였으며, 프랑스 듀오 Jus†ice의 음악을 들은 후 전자음악 제작에 대해 관심을 갖게 되었고 그 이후 전자음악을 제작하기 시작했다.

## 사생활
2015년 셀레나 고메즈와 연애를 하고있었으며, I Want You to Know를 같이 작업하기도 하였다. 그러나 셀레나 고메즈가 전남친인 저스틴 비버를 잊지 못하여 헤어지게 되었으며, 현재는 단순한 친구 관계를 유지중이라고 한다. 제드는 본인의 트위터 계정에 루프스병으로 투병중인 셀레나고메즈가 그녀의 앨범 발매까지 얼마나 힘들었었는지 안다고 자랑스럽다며 글을 올렸었다.

## 내한 공연 기록
- 제드 내한 공연 (2013. 04. 16) - 워커힐 씨어터(구 가야금홀)
- 현대카드 컬처프로젝트 20〈5 Nights II〉 보관됨 2018-10-13 - 웨이백 머신 (2016. 01. 08) - 악스코리아(악스홀)
- 2016 지산 밸리록 뮤직 앤드 아츠 페스티벌 (2016. 07. 23) - 지산리조트
- 제드 내한 공연<TELOS TOUR>(2025. 03. 01) - 인스파이어 아레나

## 수상 목록
- 2016년 2016 빌보드 뮤직 어워드 탑 댄스/일렉트로 앨범 수상 "True Colors"
- 2015년 2015 틴 초이스 어워드 초이스 테마 송 수상 "I Want You to Know (with Selena Gomez)"
- 2015년 라틴 아메리카 뮤직 어워드 Favorite Dance Song 수상 "I Want You to Know (with Selena Gomez)"
- 2014년 MTV 비디오 뮤직 어워드 MTV 클럽랜드 어워드 수상 "Stay the night"
- 2014년 제56회 그래미 어워드 최우수 댄스 레코딩상 "Clarity"